# Kompakt-Offen-Topologie
Die Kompakt-Offene-Topologie, kurz KO-Topologie, ist eine im mathematischen Teilgebiet der Topologie betrachtete Struktur auf Funktionenräumen stetiger Funktionen.
Sind nämlich {\displaystyle X} und {\displaystyle Y} topologische Räume, so sind die stetigen Abbildungen die strukturerhaltenden Abbildungen. Daher liegt es nahe, die Menge {\displaystyle C(X,Y)} aller stetigen Funktionen {\displaystyle X\to Y} wieder mit einer Topologie auszustatten. Unter den vielen Möglichkeiten, das zu tun, hat sich die Kompakt-Offen-Topologie als besonders geeignet herausgestellt.
Die Mathematiker R. H. Fox (1945) und Richard Friederich Arens (1946) definierten als erste diese Topologie und untersuchten sie systematisch.

## Definition
Seien {\displaystyle X} und {\displaystyle Y} topologische Räume. Ist {\displaystyle K\subset X} kompakt und {\displaystyle U\subset Y} offen, so sei {\displaystyle \Omega (K,U):=\{f\in C(X,Y):\,f(K)\subset U\}}.
Die Kompakt-Offen-Topologie auf {\displaystyle C(X,Y)} ist die von allen Mengen der Form {\displaystyle \Omega (K,U)}, {\displaystyle K\subset X} kompakt, {\displaystyle U\subset Y} offen, erzeugte Topologie, d. h., die offenen Mengen dieser Topologie sind beliebige Vereinigungen endlicher Durchschnitte solcher Mengen {\displaystyle \Omega (K,U)}.
Die Mengen {\displaystyle \Omega (K,U)}, {\displaystyle K\subset X} kompakt, {\displaystyle U\subset Y} offen, bilden damit eine Subbasis der Kompakt-Offen-Topologie. Diese Topologie wird oft mit {\displaystyle co} abgekürzt (engl. compact-open), {\displaystyle C_{co}(X,Y)} bezeichnet dann den Raum {\displaystyle C(X,Y)}, der mit der Kompakt-Offen-Topologie versehen ist.

## Eigenschaften
Im Folgenden seien {\displaystyle X} und {\displaystyle Y} topologische Räume.

### Trennungsaxiome
Ist Y T0-Raum, T1-Raum, Hausdorffraum, regulärer Raum oder ein vollständig regulärer Raum, so genügt {\displaystyle C_{co}(X,Y)} demselben Trennungsaxiom.

### Die Auswertungsabbildung
Für jede Teilmenge {\displaystyle H\subset C(X,Y)} hat man die Auswertungsabbildung {\displaystyle j_{H}:H\times X\to Y,(f,x)\mapsto f(x)}. Ist {\displaystyle \tau } irgendeine Topologie auf {\displaystyle H}, so dass {\displaystyle j_{H}} stetig ist ({\displaystyle H\times X} trägt dabei die Produkttopologie aus {\displaystyle \tau } und der auf {\displaystyle X} gegebenen Topologie), so ist {\displaystyle co|_{H}\subset \tau }, d. h., die relative Kompakt-Offen-Topologie auf {\displaystyle H} ist gröber als {\displaystyle \tau }. In einem wichtigen Spezialfall ist die Auswertungsabbildung {\displaystyle j_{H}} stetig, wenn man {\displaystyle H} mit der relativen Kompakt-Offen-Topologie versieht; es gilt:
Ist {\displaystyle X} lokalkompakt und {\displaystyle Y} ein beliebiger topologischer Raum, so ist die Kompakt-Offen-Topologie auf jeder Teilmenge {\displaystyle H\subset C(X,Y)} die gröbste Topologie, die die Auswertungsabbildung {\displaystyle j_{H}:H\times X\to Y,(f,x)\mapsto f(x)} stetig macht.

### Komposition
Seien {\displaystyle X} und {\displaystyle Y} lokalkompakt, {\displaystyle Z} sei ein dritter topologischer Raum.
Dann ist die Kompositionsabbildung
{\displaystyle C_{co}(X,Y)\times C_{co}(Y,Z)\rightarrow C_{co}(X,Z),\,\,(f,g)\mapsto g\circ f}
stetig.

### Kompakte Konvergenz
Sei {\displaystyle X} lokalkompakt, {\displaystyle Y} uniformer Raum. Dann stimmt die Kompakt-Offen-Topologie auf {\displaystyle C(X,Y)} mit der Topologie der kompakten Konvergenz überein.

## Anwendung
Als typische Anwendung in der algebraischen Topologie wird hier die rekursive Definition der höheren Homotopiegruppen vorgestellt. Es sei {\displaystyle X} ein topologischer Raum mit einem ausgezeichneten Punkt {\displaystyle p\in X}. Mit {\displaystyle \pi _{1}(X,p)} werde die Fundamentalgruppe zum Basispunkt {\displaystyle p} bezeichnet. Zur Definition der höheren Homotopiegruppen {\displaystyle \pi _{n}(X,p)} betrachte man den Raum {\displaystyle \Omega _{X,p}} aller stetigen Abbildungen {\displaystyle g:([0,1],\partial [0,1])\to (X,p)} des Einheitsintervalls {\displaystyle [0,1]} nach {\displaystyle X}, die den Rand {\displaystyle \partial [0,1]} des Einheitsintervalls auf den Basispunkt {\displaystyle p} abbilden. Bezeichnet man die konstante Funktion aus {\displaystyle \Omega _{X,p}}, die das Einheitsintervall auf den Punkt {\displaystyle p} abbildet, mit {\displaystyle {\tilde {p}}} und versieht man {\displaystyle \Omega _{X,p}} mit der relativen Kompakt-Offen-Topologie von {\displaystyle C([0,1],X)}, so ist das Paar {\displaystyle (\Omega _{X,p},{\tilde {p}})} ein topologischer Raum mit einem ausgezeichneten Punkt.
Man definiert nun {\displaystyle \pi _{2}(X,p):=\pi _{1}(\Omega _{X,p},{\tilde {p}})} und allgemeiner rekursiv {\displaystyle \pi _{n}(X,p):=\pi _{n-1}(\Omega _{X,p},{\tilde {p}})} für {\displaystyle n>1}.